# Cindy Daws
Cindy Daws, verheiratete Mosley, (* 1. Oktober 1975 in Los Angeles) ist eine ehemalige US-amerikanische Fußballspielerin.
Daws wurde im Stadtteil West Hills geboren und spielte während ihres Studiums an der University of Notre Dame für das dortige Hochschulteam, die Notre Dame Fighting Irish. Danach lief sie bis 1998 für den japanischen Erstligisten Suzuyo Shimizu auf. Im Jahr 1997 kam Daws zu zwei Einsätzen in der US-Nationalmannschaft, nachdem sie bereits im Januar 1994 erstmals zu einem Trainingslager der Nationalmannschaft eingeladen worden war.